# Falles de Xàtiva
Les Falles de Xàtiva són una festa que se celebra del 15 al 19 de març a la ciutat de Xàtiva. Des de 2009 són considerades com festes d'interés autonòmic i des de 2015 Bé d'Interés Cultural Immaterial per la Generalitat Valenciana.

## Història

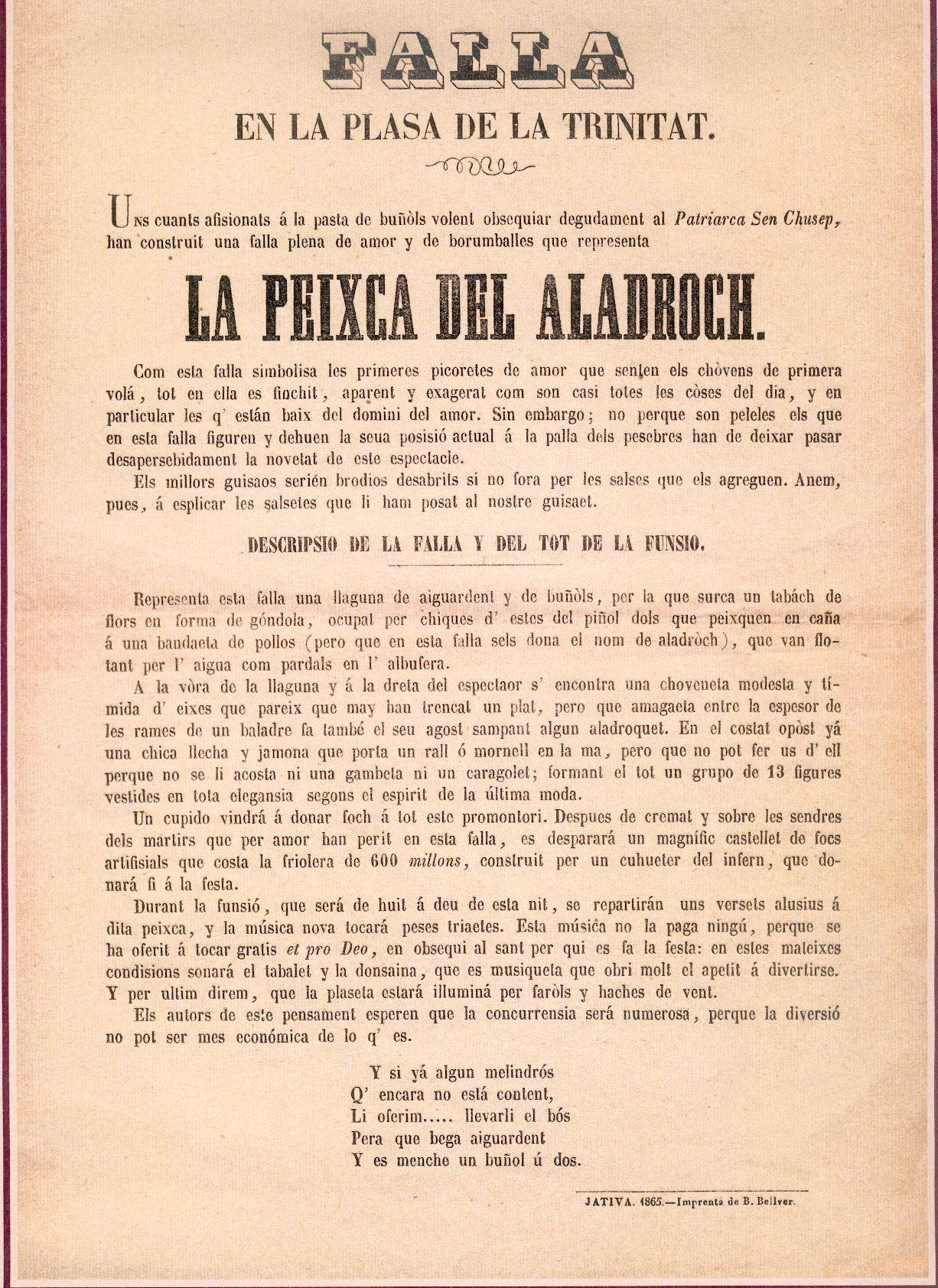
Fullet de la falla de la plaça de la Trinitat de l'any 1865, que duia per tema La peixca de l'aladroc

Aquesta festivitat té el seus orígens a meitat del segle xix quan en 1865 es planta la primera Falla a la Plaça de la Trinitat de la capital de la comarca de la Costera. La importància històrica de la celebració socarrada és majúscula donat que els primers llibrets, les publicacions que contenen l'explicació i relació de la Falla que es planta al carrer, s'imprimeixen quasi al mateix temps de plantar el primer cadafal. Així un personatge capital és l'impressor Blai Bellver que publica els versos de les obres efímeres dels anys 1865, 1866 i 1867, alguns dels quals són censurats per les autoritats eclesiàstiques del moment. Després de València, és considerada com la festa fallera més antiga de la que es tinga constància documentada.

## Organització
La Junta Local Fallera de Xàtiva és l'entitat que gestiona i organitza la festa fallera. Aquest organisme depén orgànicament de l'Ajuntament de Xàtiva. L'alcalde ocupa el càrrec de president nat i els presidents de les diferents comissions són els encarregats de triar al president de l'entitat qui realitza les funcions executives.
En l'actualitat es planten 38 Falles entre grans i infantils promogudes per 19 comissions que componen el mapa associatiu faller de la localitat:
- El Cid - Plaça de la Trinitat
- Benlloch - Aleixandre VI
- Tetuan - Porta de Sant Francesc
- Raval
- Espanyoleto
- Plaça del Mercat
- República Argentina
- Avinguda Selgas - Planas de Tovar
- Ferroviària
- Sant Jaume
- Molina Claret
- Abú Masaifa
- Joan Ramon Jiménez
- Sant Feliu
- Verge del Carme
- Sant Jordi
- Avinguda Murta - Acadèmic Maravall
- Passeig - Cardenal Serra
- Corts Valencianes

## Històric de premis a la millor falla de Xàtiva
En cursiva las comissions desaparegudes actualment:
| Any     | Falla                                          |
| ------- | ---------------------------------------------- |
| 1933    | Falla del Cid - Plaça de la Trinitat           |
| 1934    | Falla Plaça de la Bassa                        |
| 1935    | Falla Plaça de la Bassa                        |
| 1936    | Falla Sant Jaume                               |
| 1937-39 | No es celebraren per la Guerra Civil espanyola |
| 1940-41 | No es celebraren per la post-guerra            |
| 1942    | Falla Sant Jaume                               |
| 1943    | Falla del Mercat                               |
| 1944    | Falla José Espejo                              |
| 1945    | Falla José Espejo                              |
| 1946    | Falla Plaça del Mercat                         |
| 1947    | Falla Cid - Plaça de la Trinitat               |
| 1948    | Falla Plaça Enriquez                           |
| 1949    | Falla del Mercat                               |
| 1950    | Falla del Mercat                               |
| 1951    | Falla Plaça de Sant Jordi                      |
| 1952    | Falla Foc i Flama                              |
| 1953    | Falla Mossèn Urios                             |
| 1954    | Falla Plaça del Mercat                         |
| 1955    | Falla Sant Jordi                               |
| 1956    | Falla Sant Jordi                               |
| 1957    | Falla del Mercat                               |
| 1958    | Falla Plaça de la Bassa                        |
| 1959    | Falla Tetuán - Plaça de Sant Francesc          |
| 1960    | Falla del Raval                                |
| 1961    | Falla Tetuán - Porta de Sant Francesc          |
| 1962    | Falla Verge del Carme                          |
| 1963    | Falla Tetuán - Porta de Sant Francesc          |
| 1964    | Falla Tetuán - Porta de Sant Francesc          |
| 1965    | Falla Tetuán - Porta de Sant Francesc          |
| 1966    | Falla República Argentina                      |
| 1967    | Falla República Argentina                      |
| 1968    | Falla República Argentina                      |

| Any  | Falla                                 |
| ---- | ------------------------------------- |
| 1969 | Falla República Argentina             |
| 1970 | Falla Tetuán - Porta de Sant Francesc |
| 1971 | Falla del Espanyoleto                 |
| 1972 | Falla República Argentina             |
| 1973 | Falla Verge del Carme                 |
| 1974 | Falla Verge del Carme                 |
| 1975 | Falla del Cid - Plaça de la Trinitat  |
| 1976 | Falla del Raval                       |
| 1977 | Falla República Argentina             |
| 1978 | Falla del Raval                       |
| 1979 | Falla del Raval                       |
| 1980 | Falla del Raval                       |
| 1981 | Falla del Raval                       |
| 1982 | Falla Molina - Claret                 |
| 1983 | Falla Molina - Claret                 |
| 1984 | Falla República Argentina             |
| 1985 | Falla del Mercat                      |
| 1986 | Falla del Raval                       |
| 1987 | Falla del Raval                       |
| 1988 | Falla del Espanyoleto                 |
| 1989 | Falla República Argentina             |
| 1990 | Falla República Argentina             |
| 1991 | Falla del Espanyoleto                 |
| 1992 | Falla República Argentina             |
| 1993 | Falla República Argentina             |
| 1994 | Falla República Argentina             |
| 1995 | Falla República Argentina             |
| 1996 | Falla República Argentina             |
| 1997 | Falla Juan Ramón Jiménez              |
| 1998 | Falla Sant Jordi                      |
| 1999 | Falla Sant Jordi                      |
| 2000 | Falla Sant Jordi                      |

| Any     | Falla                            |
| ------- | -------------------------------- |
| 2001    | Falla República Argentina        |
| 2002    | Falla República Argentina        |
| 2003    | Falla Juan Ramón Jiménez         |
| 2004    | Falla Juan Ramón Jiménez         |
| 2005    | Falla Selgas - Planas de Tovar   |
| 2006    | Falla República Argentina        |
| 2007    | Falla República Argentina        |
| 2008    | Falla República Argentina        |
| 2009    | Falla República Argentina        |
| 2010    | Falla República Argentina        |
| 2011    | Falla Ferroviària                |
| 2012    | Falla República Argentina        |
| 2013    | Falla Ferroviària                |
| 2014    | Falla Ferroviària                |
| 2015    | Falla República Argentina        |
| 2016    | Falla República Argentina        |
| 2017    | Falla República Argentina        |
| 2018    | Falla del Raval                  |
| 2019    | Falla República Argentina        |
| 2020-21 | No es celebraren per la pandèmia |
| 2022    | Falla Ferroviària                |
| 2023    | Falla del Raval                  |
| 2024    | Falla Ferroviària                |

| Comissió                 | Primer premi | Anys |
| ------------------------ | ------------ | --- |
| República Argentina      | 26           | 1966, 1967, 1968, 1969, 1972, 1977, 1984, 1989, 1990, 1992, 1993, 1994, 1995, 1996, 2001, 2002, 2006, 2007, 2008, 2009, 2010, 2012, 2015, 2016, 2017, 2019 |
| Raval                    | 10           | 1960, 1976, 1978, 1979, 1980, 1981, 1986, 1987, 2018, 2023                                                                                                 |
| Mercat                   | 7            | 1943, 1946, 1949, 1950, 1954, 1957, 1985 |
| Plaça Sant Jordi         | 6            | 1951, 1955, 1956, 1998, 1999, 2000 |
| Tetuán - Sant Francesc   | 6            | 1959, 1961, 1963, 1964, 1965, 1970 |
| Ferroviària              | 5            | 2011, 2013, 2014, 2022, 2024 |
| Cid - Trinitat           | 3            | 1933, 1947, 1975 |
| Plaça de la Bassa        | 3            | 1934, 1935, 1958 |
| Verge del Carme          | 3            | 1962, 1973, 1974 |
| Espanyoleto              | 3            | 1971, 1988, 1991 |
| Juan Ramón Jiménez       | 3            | 1997, 2003, 2004 |
| Plaça Sant Jaume         | 2            | 1936, 1942 |
| Plaça José Espejo        | 2            | 1944, 1945 |
| Molina - Claret          | 2            | 1982, 1983 |
| Plaça Enriquez           | 1            | 1948 |
| Foc i Flama              | 1            | 1952 |
| Mossèn Urios             | 1            | 1953 |
| Selgas - Planas de Tovar | 1            | 2005 |

## Artistes fallers
Destacats noms de l'art faller són originals de Xàtiva. Així artistes fallers com Josep Martínez Mollà, Manolo Blanco, Manolo J. Blanco Climent, Xavier Herrero o Paco Roca figuren entre els més destacats del municipi assolint grans trajectòries en monuments de Xàtiva, en grans places de València i altres localitats valencianes.